# تشارلز دوغلاس جاكسون
تشارلز دوغلاس جاكسون (بالإنجليزية: Charles Douglas Jackson)‏ هو صحفي الرأي أمريكي، ولد في 16 مارس 1902 في نيويورك في الولايات المتحدة، وتوفي بنفس المكان في 18 سبتمبر 1964.

## وصلات خارجية
- تشارلز دوغلاس جاكسون على موقع مونزينجر (الألمانية)